# Драган, Станислав
Стани́слав Дра́ган (пол. Stanisław Dragan; 21 ноября 1941, Садкова-Гура — 21 апреля 2007, Касинька-Мала) — польский боксёр полутяжёлой весовой категории, выступал за сборную Польши во второй половине 1960-х — первой половине 1970-х годов. Бронзовый призёр летних Олимпийских игр в Мехико, участник многих международных турниров и национальных первенств. Также известен как тренер и спортивный функционер.

## Биография
Станислав Драган родился 21 ноября 1941 года в посёлке Садкова-Гура, Подкарпатское воеводство. Активно заниматься боксом начал в раннем детстве, проходил подготовку в клубе Hutnika Kraków. Первого серьёзного успеха на ринге добился в 1965 году, когда в полутяжёлом весе занял второе место на чемпионате Польши и побывал на первенстве Европы в Восточном Берлине, где сумел дойти до стадии четвертьфиналов (проиграл немцу Петеру Герберу). Год спустя стал чемпионом Польши в полутяжёлой весовой категории и впоследствии повторил это достижение ещё пять раз подряд. В 1967 году ездил на чемпионат Европы в Рим, но был выбит из борьбы за медали уже на квалификационном этапе румыном Ионом Моней.
Благодаря череде удачных выступлений Драган удостоился права защищать честь страны на летних Олимпийских играх 1968 года в Мехико, дошёл здесь до стадии полуфиналов, где вновь встретился с Моней и вновь проиграл ему — на этот раз матч закончился со счётом 1:4. Получив бронзовую олимпийскую медаль, ещё довольно долго продолжал выходить на ринг в составе польской национальной сборной, однако на международной арене сколько-нибудь значимых результатов не добился. Всего в любительском боксе провёл 220 боёв, из них 194 окончил победой, 19 раз проиграл, в пяти случаях была зафиксирована ничья. За выдающиеся спортивные достижения ему присвоено почётное звание «Заслуженный мастер спорта».
После завершения спортивной карьеры в 1973 году занялся тренерской деятельностью, воспитал многих талантливых бойцов. В поздние годы был предпринимателем и спортивным функционером, в частности, возглавлял Малопольскую боксёрскую ассоциацию.

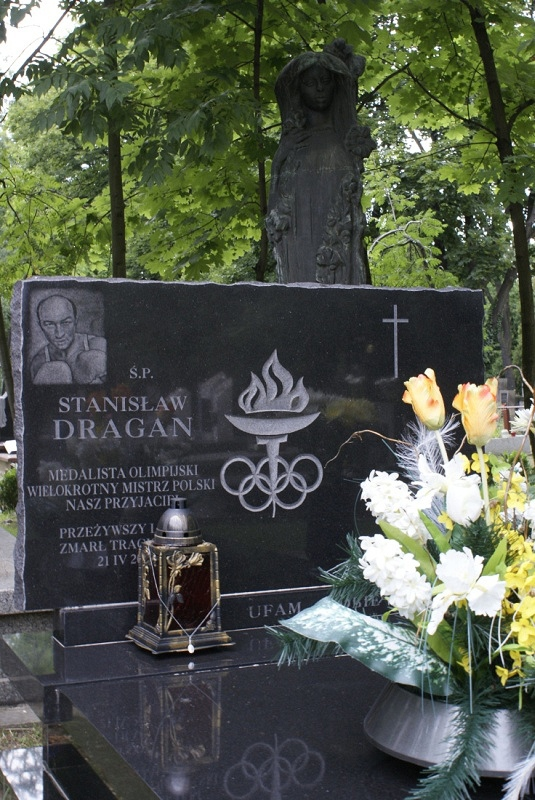

Умер 21 апреля 2007 года в посёлке Касинька-Мала (Малопольское воеводство) в результате аварии на сельскохозяйственных работах. Похоронен на Раковицком кладбище в Кракове.